# Wernburg
Wernburg település Németországban, azon belül Türingiában. Lakosainak száma 615 fő (2023. december 31.). Wernburg Pößneck, Ranis, Bodelwitz és Schmorda községekkel határos.

## Fekvése
Saalfeldtől keletre fekvő település.

## Leírása
1580-ban épült várkastélya reneszánsz stílusú, a 3 emeletes épületet hét művészi stílusú mandzard oromzat díszíti. Udvar felőli része kőorsós, az épülethez lépcsőtorony csatlakozik, szép indás díszítésű kapuzata van.

## Nevezetességek
- Várkastélya - 1580-ban épült.

## Népesség
A település népességének változása:
| Lakosok száma | 705  | 625  | 612  | 602  | 608  | 615  |
|               | 2010 | 2017 | 2019 | 2021 | 2022 | 2023 |